# Йордан Йотов
Йордан Николов Йотов е български политик от Българската комунистическа партия и историк – член-кореспондент на БАН.
Участник в комунистическото съпротивително движение по време на Втората световна война. Партизанин от Партизанска бригада „Чавдар“. Член на Политбюро на ЦК на БКП и секретар на ЦК на БКП.

## Биография

### Младежки години и начало на политическата кариера
Йордан Йотов е роден на 2 октомври 1920 г. в село Липница, Орханийско. Член на РМС от 1937 г. и на БКП от 1944 г. За комунистическа дейност е изключен от гимназията. Арестуван многократно и интерниран. Участва в партизанското движение по време на Втората световна война. Партизанин от Партизанска бригада „Чавдар“ от април 1944 г. Политкомисар на чета, после и на батальон.
След 9 септември 1944 г. е секретар на Окръжния комитет на РМС в Ботевград, а след това завежда отдел в Окръжния комитет на БКП в града.
Завършва Юридическия факултет на Софийския университет. После работи като асистент по марксизъм-ленинизъм. Избран е за професор в Катедрата по история на КПСС в университета.

### Научна кариера
След аспирантура в Московския университет, завършена през 1955 г., става научен сътрудник и заместник-директор на Института по история на БКП (1969 – 1977). Професор, доктор на историческите науки и член-кореспондент на БАН.

### Дейност в ръководството на БКП и на НРБ
От 1978 до 1984 г. е член на ЦК на БКП. През 1984 г. е избран за член на Политбюро, а през 1986 г. – за секретар на ЦК на БКП. Председател е на Комисията по духовните и идеологическите въпроси към Политбюро и Секретариата на ЦК на БКП.
Главен редактор на в. „Работническо дело“ от 1977 г. до 1987 г.
Член е на Държавния съвет на Народна република България от 1986 до 1989 г.

### Смърт
Умира в София на 21 юни 2012 г. На погребението му реч произнася неговият племенник проф. Георги Близнашки, бъдещ служебен министър-председател (2014).

## Награди
Носител е на ордените „Георги Димитров“ и „13 века България“.

## Семейство
Съпругата му е дългогодишна учителка по литература в Ботевград. Има един син – Бойко Джуранов.